# Arboretum de l'Abiétinée

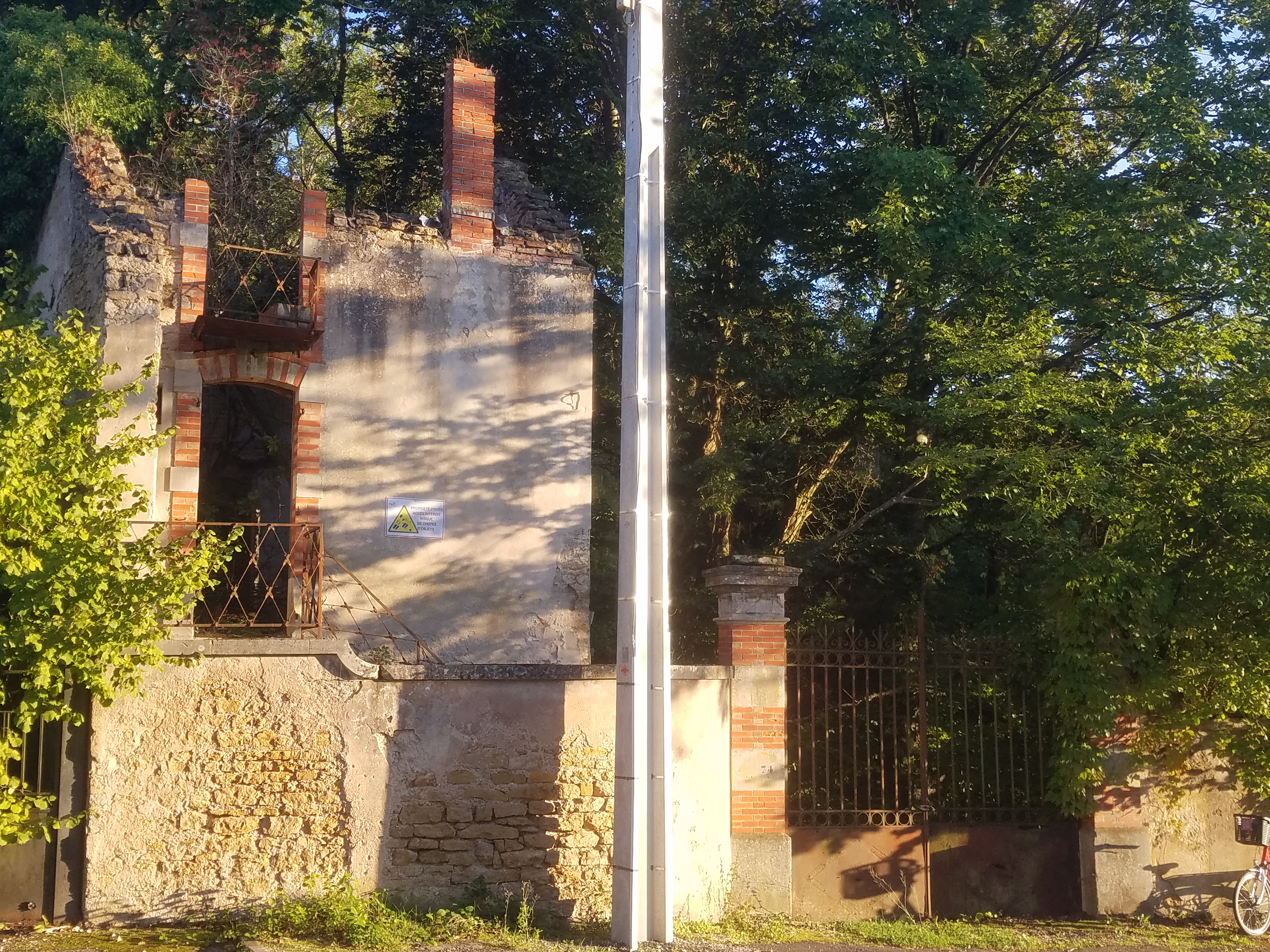
Pavillon en ruine et portail d'entrée de l'arboretum

L’arboretum de l'Abiétinée est un arboretum, qui se situe sur le territoire de la commune de Malzéville, au Nord-Est de Nancy.

## Histoire

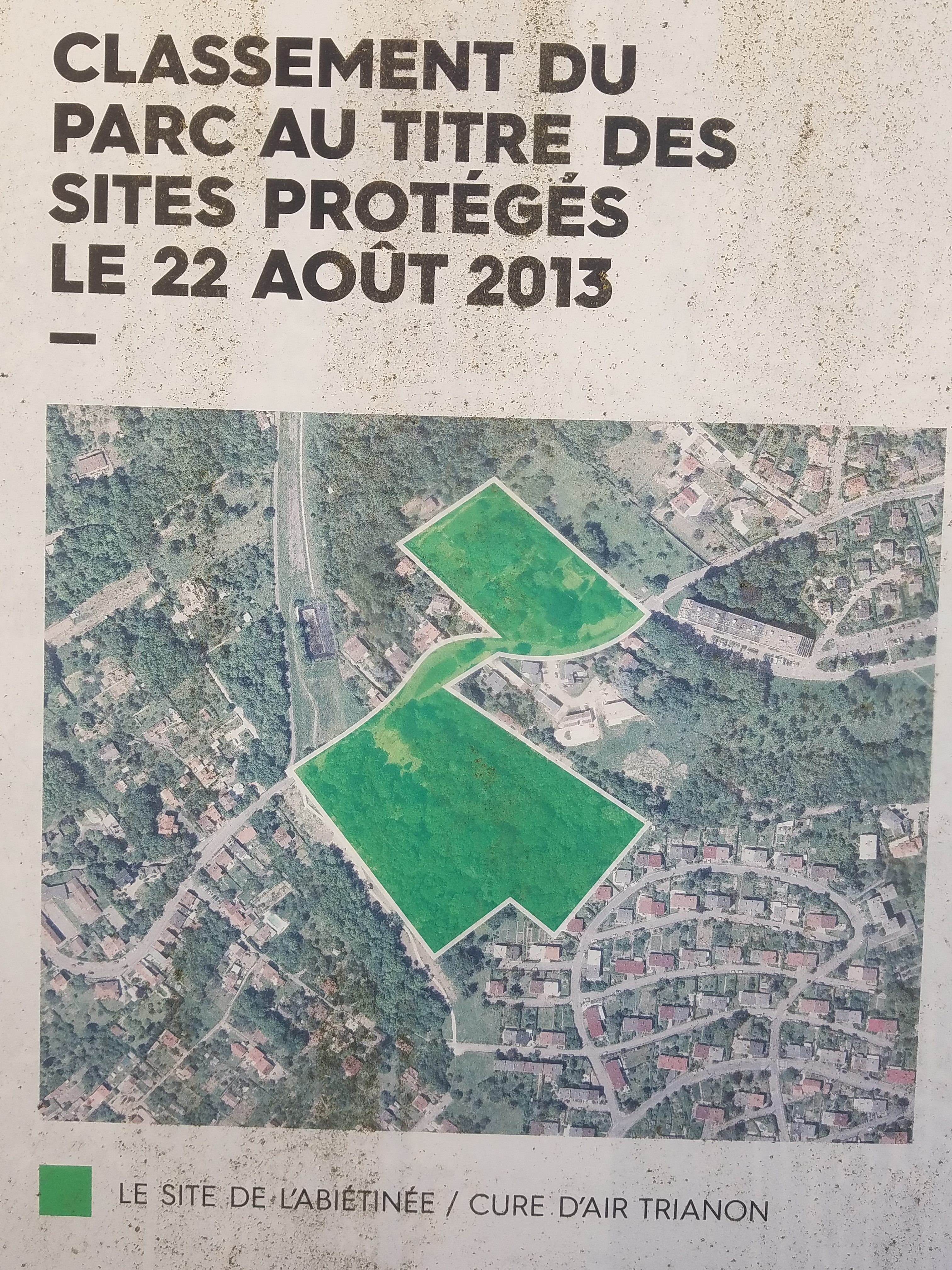
Plan de la zone classée en 2013, visible sur le panneau d'information de la Métropole à côté de l'entrée principale.

En 1902, Victor Didier s'associe à Émile Kronberg, propriétaire d’un terrain de 2,5 hectares à Malzéville et à Eugène Schott, négociant en houblon, maire de Maxéville de 1906 à 1910. Les trois associés créent sur ce terrain de Malzéville, sous forme de société, la pépinière l'Abiétinée, destinée à fournir des plants et des conseils aux propriétaires de jardins à Nancy ou en périphérie de la ville. La pépinière de l’Abiétinée s’étendait sur 2,7 hectares avec à l’entrée un pavillon d’accueil en dur et au sommet un chalet alpin en bois dominant une rocaille. Victor Didier, directeur de l’Abiétinée avait réuni 277 espèces ou variétés résineuses, appartenant à 25 genres.
"L'Abiétinée est une société d'amis des belles plantes. Son but est avant tout de propager le goût et la culture des plus beaux végétaux rustiques sous le climat lorrain et tout particulièrement les conifères... Des exemplaires de chaque espèce sont à la disposition à des prix raisonnables."
L’Abiétinée s’inscrit dans le courant artistique Art Nouveau de l’École de Nancy [réf. souhaitée]avec à sa tête Emile Gallé maître verrier, ébéniste, céramiste et jardinier. Les végétaux ont été sélectionnés à l’Abiétinée pour servir de support aux artistes de l’École de Nancy. [réf. souhaitée] Les artistes et les horticulteurs de l’époque étaient étroitement liés. Ils observaient finement les caractéristiques des plantes jusqu’à explorer leur dimension symbolique et littéraire. On retrouve encore aujourd’hui dans le parc des associations végétales qui inspiraient les artistes autrefois[réf. souhaitée]. De nombreux conifères sont présents, d’où le nom d’Abiétinée , "famille de conifères ayant le sapin pour type".
À la fin de la Première Guerre mondiale, la pépinière est abandonnée. La fille d’Émile Kronberg hérite d’une partie de la propriété qui a été ensuite plus ou moins entretenue par un jardinier qui habitait le pavillon d’entrée et qui a introduit diverses essences feuillues. Dans les années 1960, cette partie a été vendue à une société immobilière qui a cessé tout entretien. Plusieurs arbres ont survécu et ont donné à l’ensemble l’apparence d’un parc abandonné. Vers 1990, à la suite d’un projet de contournement routier de l’agglomération nancéienne, une association de défense, largement relayée par la presse, fait faussement croire au public et aux responsables de l’agglomération que l’ancienne pépinière est un parc et mieux encore un arboretum d’un grand intérêt scientifique en lien avec l’École de Nancy.
Lorsque apparaît le projet routier de déviation de Malzéville aboutissant à la VEBE et la voie des Coteaux sur Saint-Max-Essey, avec deux routes se croisant dans le parc, une mobilisation s'opère pour faire redécouvrir le parc et le protéger. Trois personnes ont été à l'origine de cette défense : Didier Missler, botaniste et spécialiste du patrimoine végétal nancéien, Raoul Pialot, animateur d’un collectif de riverains, et Pascal Schouler, cheville ouvrière de l’Association de défense de l’environnement des quartiers Saint-Michel et Le Nid.
La métropole du Grand Nancy souhaite valoriser cet arboretum, l’ouvrir au public et lance pour cela une Déclaration d'Utilité Publique en vue de son acquisition. En 2016 une première opération de coupe et de débardage à cheval vise à éliminer les érables ou les frênes qui sont venus spontanément coloniser le site étouffant, avec la végétation du sous-bois, des spécimens rares.
L'acquisition du site fut retardée par un contentieux lié au prix de l'expropriation. L’Établissement Public Foncier du Grand Est a procédé aux acquisitions pour la Métropole du Grand Nancy à qui les parcelles furent remises au printemps 2023. 

## Description
D'une superficie de 2 hectares situés en contrebas de la Cure d'air Trianon, l'arboretum présentait de nombreuses espèces rares (25 genres et 277 espèces) dont :
- en priorité des conifères
- un chèvrefeuille Lonicera maackii
- des séquoias,
- des cèdres,
- ainsi que de essences alpines.

- Site classé (2013)[7] : depuis 2013, l'arboretum de l'Abiétinée ainsi que la Cure d'air Trianon sont protégés au titre des sites naturels et historiques.